# Claude-Jean Philippe
Claude-Jean Philippe est un écrivain, réalisateur et producteur de télévision français né le 20 avril 1933 à Tanger (Maroc) et mort le 11 septembre 2016 à Paris 15e.
Il a été essayiste et diariste, auteur de livres sur le cinéma, auteur de nombreux documentaires de télévision, ainsi qu'homme de radio. Il lui est aussi arrivé d'être scénariste ou acteur.
Il est très connu en France pour avoir présenté pendant plus de vingt ans l'émission Ciné-club qui a diffusé, en version originale, environ un millier de films qui sont des références dans l'histoire du cinéma.

## Biographie

### Origines et jeunesse
Claude-Jean Philippe naît en 1933 à Tanger au Maroc, sous le nom d'état civil de Claude Lucien Nahon,, dans une famille d'instituteurs, alors dans une zone internationale à statut spécial, tandis que l’Algérie proche est formée de plusieurs départements français, et que le Maroc — qui enclave Tanger — est partagé entre protectorat français et protectorat espagnol. Le jeune Claude Nahon est déchu de la nationalité française en 1940, laquelle avait été accordée aux Juifs d'Algérie en vertu du décret Crémieux : il ne peut plus fréquenter l'école communale car il est Juif. Après la Libération, il entre dans le centre d'expression et théâtre La Baraque de Casablanca, alors dirigé par André Voisin.
Il arrive à Paris en 1954. Il entre au lycée Voltaire (où il fait la connaissance de Jean-Marie Straub et Danièle Huillet, dont il restera l'ami) dans la classe préparatoire à l'IDHEC, institut qu'il intègre en 1955.

### Carrière
En mai 1957, Claude-Jean Philippe rédige un article consacré au film récemment sorti, Les Sorcières de Salem, avec les initiales « C.N. ». Son nom d'alors, Claude Nahon, apparaît en juillet suivant sous la critique du film La Revanche de Robin des Bois.
Il est engagé au service « cinéma » de la télévision française, chargé de visionner des films et de leur donner un jour et une heure de diffusion, mais regrette alors de ne pas pouvoir diffuser les films étrangers en version originale, ce qui lui donnera plus à tard l'idée de la création de l'émission Ciné-club.
Il quitte la télévision en 1970 pour produire des émissions de portraits et écrire le feuilleton télévisé La Brigade des maléfices.
Sur décision de Pierre Sabbagh, qui le prévient trois jours avant la première émission, il est engagé pour présenter le Ciné-club, le vendredi soir sur Antenne 2 (ensuite renommée France 2) à partir de 1971. Il va présenter l'émission jusqu'en 1994, ce qui fait environ mille films diffusés, dont il donne une brève présentation sur le plateau d'Apostrophes de Bernard Pivot, à la fin de cette émission littéraire qui précède immédiatement Ciné-Club.
En 1976, il crée sur France Culture l'émission hebdomadaire Le Cinéma des cinéastes, à laquelle succède, en 1985, Microfilms de Serge Daney.
À partir du vendredi 18 mars 1979, Claude-Jean Philippe propose Ciné-Club Junior dans l'émission Récré A2. Il viendra pendant six semaines parler aux enfants du cinéma américain et notamment d'Harold Lloyd dont les courts métrages ont été réunis en une série d'épisodes de vingt-deux minutes.
Il anime, à partir de la fin des années 1980, un ciné-club (au sens propre) le dimanche à 11 h du matin au cinéma L'Arlequin, dans le 6e arrondissement de Paris. Il y partage son amour du cinéma, ses coups de cœur et ses connaissances cinématographiques.

### Mort
Claude-Jean Philippe meurt le 11 septembre 2016 dans le 15e arrondissement de Paris.

## Publications
- Le Roman du cinéma, Fayard, 1984
- Métropolis : images d'un tournage, Cinémathèque française, 1985
- Simone Signoret, Hachette, 1985
- Le Roman du cinéma. Tome 2, Fayard, 1984
- Une nuit chez les Marx, Dargaud, 1986
- Studio Harcourt : acteurs, Seghers 1986
- Le Roman de Charlot, Fayard, 1987
- Cannes, le festival, Nathan, 1987
- François Truffaut, Seghers, 1988
- Jean Cocteau, Seghers, 1989
- Le Journal d'un cinéphile, Éd. Filipacchi, 1990
- La Douce Gravité du désir : roman, Presses de la Cité, 1994
- La Nuit bienfaisante, Éditions du Rocher, 1996
- Jean Renoir, une vie en œuvres, Grasset, 2005
- 100 films pour une cinémathèque idéale, Cahiers du cinéma, 2008

## Filmographie

### Acteur
- 1964 : Et Zeus se gratta la cuisse de Georges Dumoulin (court métrage) : le général
- 1972 : L'Amour l'après-midi d'Éric Rohmer : Monsieur M.
- 1980 : Le Rôle effacé de Marie de Jean-Michel Mongrédien : Claude
- 1991 : Sale comme un ange de Catherine Breillat : Manoni
- 2002 : Inconnu à cette adresse de François Chayé et Sandrine Treiner (court métrage)
- 2004 : Ne quittez pas ! d'Arthur Joffé : le client du kiosque à journaux
- 2007 : Sésame de Didier Guihéneuf (court métrage) : le projectionniste[réf. nécessaire]

### Scénariste
- 1960 : Actua-Tilt (commentaire) de Jean Herman (court métrage)
- 1964 : Les Baisers, segment Baiser de Judas de Bertrand Tavernier
- 1970 : La Brigade des maléfices, mini série télévisée réalisée par Claude Guillemot
- 1974 : Une légende, une vie : Citizen Welles de Maurice Frydland (documentaire pour la télévision)

### Réalisateur
- 1966 : Et pourtant ils tournent (documentaire, dans la série Cinéastes de notre temps)
- 1973 : Les Gens de Belleville, légende de Belleville (documentaire, dans la série L'Album de famille des Français)
- 1976 : Louis-Ferdinand Céline, une légende, une vie (coréalisatrice : Monique Lefèvre) avec Arletty, Michel Simon, Philippe Sollers, Éliane Bonabel et d'autres amis de Céline…
- 1978 : Encyclopédie audiovisuelle du cinéma (documentaire en quarante épisodes retraçant l'histoire du cinéma français, des origines à la fin des années 1950)
- 1994 : Léo Ferré par lui-même (montage d'archives)

### Producteur
- 1970 : Postface Dalio
- 1978 : Encyclopédie audiovisuelle du cinéma

## Décoration
- Commandeur de l'ordre des Arts et des Lettres[12]